# 因卡瓦西區
因卡瓦西區（西班牙語：Distrito de Inkawasi），是秘魯的一個區，位於該國南部庫斯科大區的拉孔本西翁省，北面是比爾卡班巴區，始建於2014年11月19日，2015年該區人口5,054。